# Memphis, Tennessee (píseň)
„Memphis, Tennessee“ nebo také „Memphis“ je píseň amerického zpěváka a kytaristy Chucka Berryho. Poprvé vyšla v červnu 1959 jako B-strana singlu „Back in the U.S.A.“. V roce 1963 vyšla ve Spojeném království, tentokrát jako druhá strana singlu „Let It Rock“. V pozdějších letech píseň nahrála řada dalších hudebníků, mezi které patří Johnny Rivers, John Cale nebo skupina The Beatles.
české coververze
- Pod názvem „Újezd nad lesy“ s textem Michala Bukoviče ji v roce 1979 nahrála skupina Ohaři
- Pod názvem „Dívka z polesí“ ji v roce 1983 s vlastním textem nahrál Josef Laufer